# Monte Carmelo (Willemstad)
Monte Carmelo – osada (buurt)  w dzielnicy Suffisant miasta Willemstad, w dystrykcie Willemstad, w kraju autonomicznym Curaçao, należącym do Holandii, w Ameryce Południowej. 20 października 2023 r. liczyła 432 mieszkańców.